# هيدروكسيد الذهب الثلاثي
هيدروكسيد الذهب الثلاثي هو مركب كيميائي صيغته Au(OH)3، ويوجد في الشروط القياسية على شكل صلب بلوري بني اللون.

## التحضير
يحضّر هيدروكسيد الذهب الثلاثي من تفاعل ثلاثي كلوريد الذهب مع الهيدروكسيدات القلوية؛ أو مع كربونات البوتاسيوم في الماء الساخن.
{\displaystyle {\ce {2AuCl3 + 3K2CO3 + 6H2O -> 2Au(OH)3 + 3H2O + 3CO2 + 6KCl}}}

## الخواص
يوجد المركب في الشروط القياسية على شكل صلب بني اللون، وهو عملياً غير منحل في الماء. يتفكك المركب بالتسخين عتد درجات حرارة تتجاوز 160 °س، كما يتفكك بالتعرض لأشعة الشمس.

## الاستخدامات
يستخدم المركب في تحضير مركبات الذهب الأخرى؛ وخاصة في المجالات الطبية.